# Brás de Albuquerque
Alfonso Brás de Albuquerque (c. 1501, Alhandra - 1581, Lisboa) fou un escriptor i humanista portuguès, fill primogènit d'Afonso de Albuquerque.

## Biografia
Manuel I de Portugal, en memòria del seu il·lustre pare, a qui considerava àdhuc com un amic, li afegí el nom d'Afonso. Fou educat pels monjos de Santo Elói, i adquirí una gran cultura humanista. Fou encarregat de la Hisenda, membre directiu de la Santa Casa de Misericòrdia i president del Senat de Lisboa.
El 1521, amb vint anys, es desplaçà a Itàlia amb la comitiva de Beatriu de Portugal i d'Aragó. El 1557 publicà els seus Comentários do Grande Afonso de Albuquerque, basant-se en les cartes que li havia enviat el seu pare durant la seva estada a l'Índia. El llibre dona una perspectiva sòbria i profunda de la societat portuguesa a l'Índia.